# Вест-Турин (Нью-Йорк)
Вест-Турин (англ. West Turin) — місто (англ. town) в США, в окрузі Льюїс штату Нью-Йорк. Населення — 1692 особи (2020).

### Клімат
| Клімат : Вест-Турин                   | Клімат : Вест-Турин | Клімат : Вест-Турин | Клімат : Вест-Турин | Клімат : Вест-Турин | Клімат : Вест-Турин | Клімат : Вест-Турин | Клімат : Вест-Турин | Клімат : Вест-Турин | Клімат : Вест-Турин | Клімат : Вест-Турин | Клімат : Вест-Турин | Клімат : Вест-Турин | Клімат : Вест-Турин |
| Показник                              | Січ.                | Лют.                | Бер.                | Квіт.               | Трав.               | Черв.               | Лип.                | Серп.               | Вер.                | Жовт.               | Лист.               | Груд.               | Рік                 |
| Абсолютний максимум, °C               | 12,8                | 15,0                | 23,9                | 28,9                | 32,2                | 34,4                | 33,3                | 34,4                | 31,1                | 27,2                | 20,6                | 16,1                | 34,4                |
| Середній максимум, °C                 | −4,3                | −2,7                | 2,7                 | 10,3                | 18,1                | 22,7                | 25,3                | 24,4                | 20,3                | 12,4                | 5,7                 | −1,2                | 11,2                |
| Середній мінімум, °C                  | −15,7               | −15,6               | −10,7               | −2,7                | 3,6                 | 8,4                 | 10,9                | 10,2                | 6,5                 | 1,5                 | −4,1                | −10,7               | −1,5                |
| Абсолютний мінімум, °C                | −40                 | −37,8               | −33,9               | −20,6               | −7,8                | −2,2                | 1,7                 | 1,1                 | −6,7                | −11,7               | −23,9               | −33,3               | −40                 |
| Норма опадів, мм                      | 122                 | 88                  | 91                  | 97                  | 116                 | 112                 | 116                 | 121                 | 148                 | 147                 | 133                 | 135                 | 1426                |
| Днів з опадами                        | 19                  | 16                  | 15                  | 13                  | 14                  | 13                  | 13                  | 13                  | 14                  | 16                  | 16                  | 19                  | 181,0               |
| Днів зі снігом                        | 18                  | 15                  | 11                  | 5                   | ,3                  | 0                   | 0                   | 0                   | 0                   | 2                   | 8                   | 17                  | 76,3                |
| ------------------------------------- | ------------------- | ------------------- | ------------------- | ------------------- | ------------------- | ------------------- | ------------------- | ------------------- | ------------------- | ------------------- | ------------------- | ------------------- | ------------------- |
| Джерело: NWS Nowdata from NWS Buffalo |                     |                     |                     |                     |                     |                     |                     |                     |                     |                     |                     |                     |                     |

## Демографія
Згідно з переписом 2010 року, у місті мешкали 1524 особи в 620 домогосподарствах у складі 424 родин. Було 943 помешкання
Расовий склад населення:
| - 98,5 % — білих - 0,4 % — чорних або афроамериканців - 0,3 % — азіатів - 0,1 % — корінних американців |

До двох чи більше рас належало 0,5 %. Частка іспаномовних становила 1,0 % від усіх жителів.
За віковим діапазоном населення розподілялося таким чином: 24,2 % — особи молодші 18 років, 60,7 % — особи у віці 18—64 років, 15,1 % — особи у віці 65 років та старші. Медіана віку мешканця становила 41,6 року. На 100 осіб жіночої статі у місті припадало 102,4 чоловіків;  на 100 жінок у віці від 18 років та старших — 105,2 чоловіків також старших 18 років.
Середній дохід на одне домашнє господарство  становив 70 176 доларів США (медіана — 50 764), а середній дохід на одну сім'ю — 79 598 доларів (медіана — 60 250). Медіана доходів становила 41 313 долари для чоловіків та 32 604 долари для жінок. За межею бідності перебувало 7,9 % осіб, у тому числі 16,3 % дітей у віці до 18 років та 1,1 % осіб у віці 65 років та старших.
Цивільне працевлаштоване населення становило 735 осіб. Основні галузі зайнятості: освіта, охорона здоров'я та соціальна допомога — 28,4 %, виробництво — 12,4 %, роздрібна торгівля — 11,8 %.